# Opština Veles
Opština Veles (mazedonisch Општина Велес, albanisch Komuna e Qyprilliut) ist eine Opština Nordmazedoniens. Sie ist Teil der Region Vardar. Verwaltungssitz ist die gleichnamige Stadt Veles, nach der die Opština benannt ist.

## Geographie

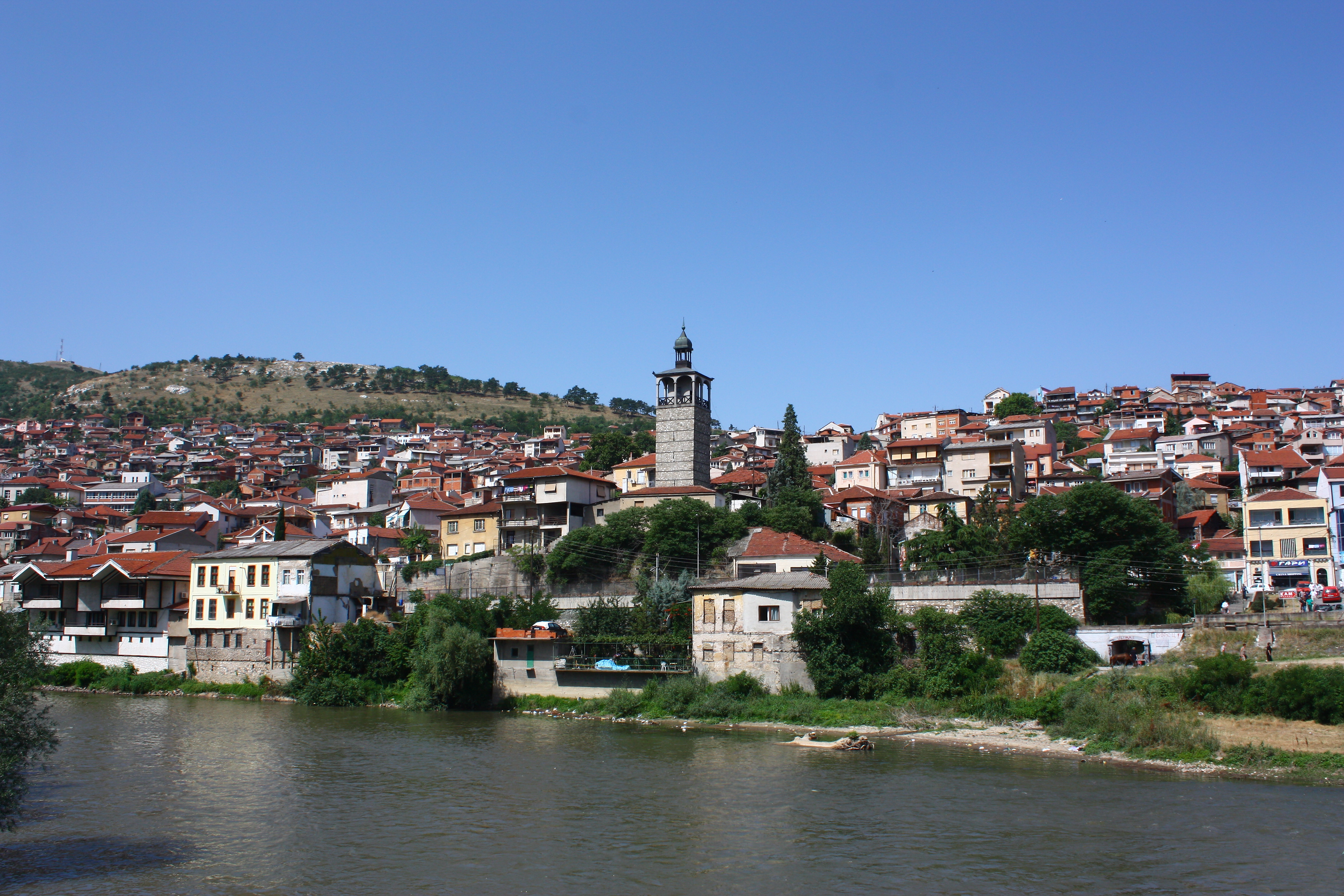
Das gleichnamige Stadt Veles

Opština Veles liegt im zentralen Teil des Landes, wodurch der Fluss Vardar fließt. Die Stadt ist über die A1 mit dem paneuropäischen Verkehrskorridor X verbunden. Die Gemeinde grenzt im Westen an der Opština Čaška und Opština Zelenikovo, im Norden an der Opština Petrovec und im Osten an Opština Gradsko, Opština Lozovo und Sveti Nikole. Es bestehen 28 besiedelte Orte, eine Stadt und 27 Dörfer.

## Gliederung
Zur Opština zählen außer der Stadt Veles noch folgende Dörfer:
| - Bašino Selo - Beleštevica - Buzalkovo - Čaloševo | - Crkvino - Džidimirci - Dolno Kalaslari - Dolno Orizari | - Vetersko - Gorno Kalaslari - Gorno Orizari - Ivankovci | - Karabunište - Klukovec - Krušje - Kumarino | - Lugunci - Mamutčevo - Novačani - Novo Selo | - Oraovec - Otovica - Raštani - Rlevci | - Rudnik - S'lp - Slivnik - Sojaklari | - Sopot |  |

## Bevölkerung
Laut der Volkszählung aus dem Jahr 2002 setzte sich die Bevölkerung wie folgt zusammen:
| Volksgruppe | Absoluter Anteil | Prozentualer Anteil |
| ----------- | ---------------- | ------------------- |
| Mazedonier  | 46.767           | 84,9 %              |
| Bosniaken   | 2.406            | 4,4 %               |
| Albaner     | 2.299            | 4,2 %               |
| Türken      | 1.724            | 3,1 %               |
| Roma        | 800              | 1,5 %               |
| Serben      | 540              | 0,98 %              |
| Vlachen     | 343              | 0,62 %              |
| Andere      | 229              | 0,42 %              |
| Total       | 55.108           | 100 %               |